# 華萊士·蘇沙·施華
華萊士·蘇沙·施華（Walace Souza Silva，1995年4月4日—）是一名巴西足球運動員，司職防守中場，目前效力於巴甲球隊高士路。

## 國家隊生涯
2016年百年美洲盃，華萊士獲選入巴西國家隊大名單。2016年巴西里約奧運，華萊士為巴西奧運足球代表隊贏得奧運足球金牌。

## 榮譽

### 國家隊
巴西
- 奧運金牌: 2016